# Timonius minutifolius
Timonius minutifolius là một loài thực vật có hoa trong họ Thiến thảo. Loài này được Valeton miêu tả khoa học đầu tiên năm 1927.

## Liênkết ngoài
- Tư liệu liên quan tới Timonius minutifolius tại Wikimedia Commons
- Dữ liệu liên quan tới Timonius minutifolius tại Wikispecies
- Vườn thực vật hoàng gia Kew; Đại học Harvard; Australian Plant Name Index (biên tập). "Timonius minutifolius". International Plant Names Index.